# Río Kanda
El río Kanda (神田川 Kanda-gawa?) se extiende 24,6 km desde el Parque Inokashira en Mitaka hasta el río Sumida debajo del Puente Ryōgoku al límite de Taitō, Chūō, y Sumida. Todo su recorrido se extiende dentro de Tokio, Japón. Drena un área de alrededor de 105 km²; y está clasificado por el gobierno regional como de Clase I.

## Afluentes y efluentes
Los ríos Zenpukuji, Momozono y Myōshō-ji son sus principales tributarios; como así también el foso exterior del Palacio Imperial. El río Nihonbashi es el único efluente del mismo.

## Canal aliviador subterráneo
La construcción del canal aliviador comenzó en 1980, por la necesidad de almacenar temporalmente el exceso de agua, que históricamente causaba inundaciones a miles de hogares durante fuertes tifones o lluvias torrenciales. El canal aliviador del río Kanda, es un gran túnel construido debajo de las principales calles. El plan es construir un túnel de 4,5 km y 13 m de anchos, a 40 metros de profundidad. Los primera sección de 2 km fue completada en 1997, y puede albergar el excedente de una lluvia de 50 mm en una hora. Desde su inauguración, ha drenado el excedentes decenas de veces y no se han producido más inundaciones. Se planea continuar el mismo hasta la Bahía de Tokio.

## Puentes notables
- Manseibashi
- Hijiribashi

## Otros nombres
En la sección media del río, existe un tramo de 2,1 km desde el área cercana a la estación Waseda de la línea Toden Arakawa hasta la estación Iidabashi donde fue llamado anteriormente Río Edo (江戸川 Edogawa?), aunque el nombre fue cambiado a Río Kanda en agosto de 1970, para que fuera consistente con el resto del río. Muchos de los lugares cercanos a este, con nombres derivados de "Edogawa" desaparecieron hacía 1966; aunque algunos se conservan, como la estación Edogawabashi, el puente homónimo del cual toma el nombre la estación; el Parque Edogawa en Bunkyo. Adicionalmente durante el fin de la Era Meiji, las orillas del río entre los puentes  (石切橋 Ishikiribashi?) y  (隆慶橋 Ryūkeibashi?) eran conocidos por ser unos de los mejores lugares para ver el florecimiento de los cerezos en Tokio, tradición conocida como Hanami.